# Lick (cráter)

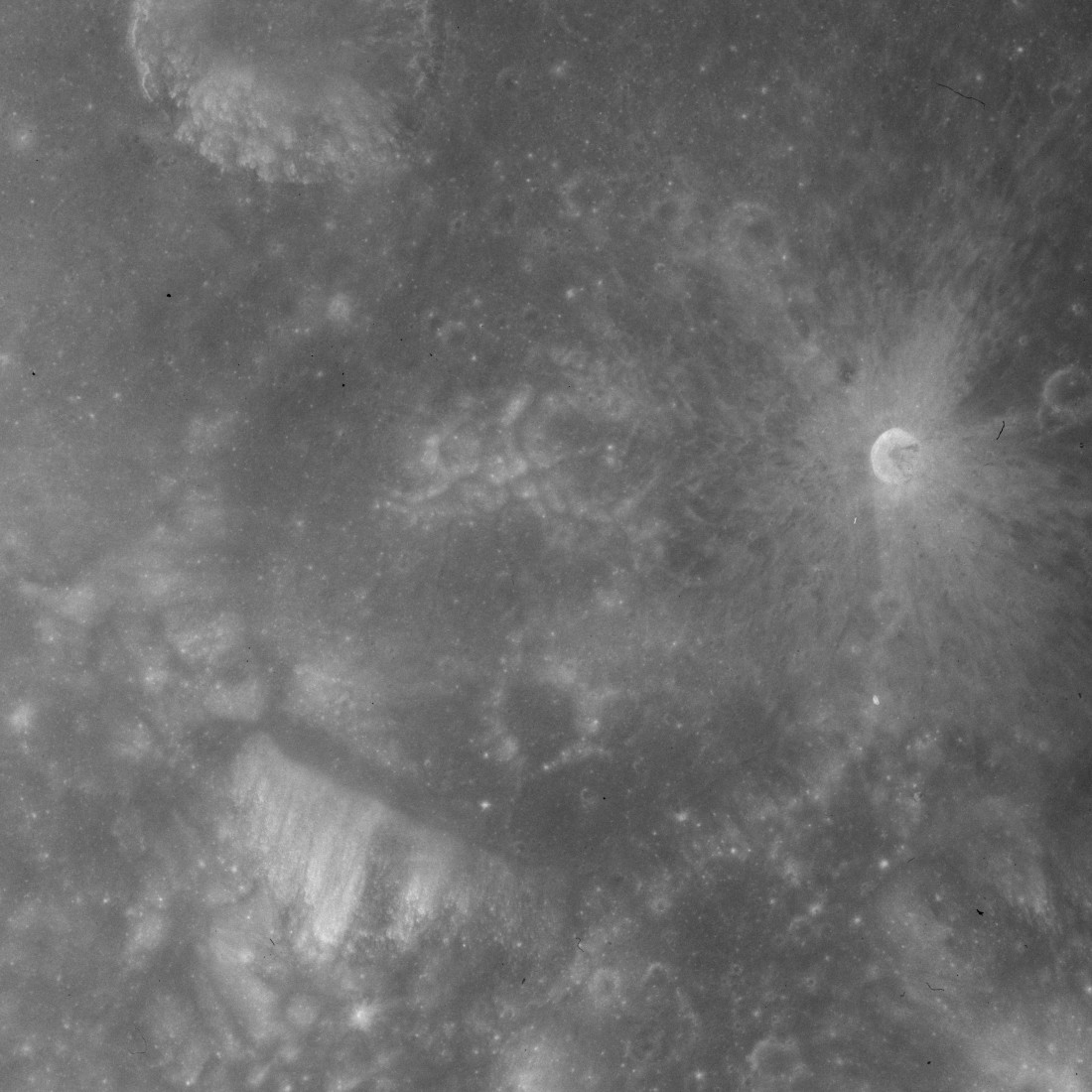
Imagen procedente de la cámara cartográfica del Apollo 15

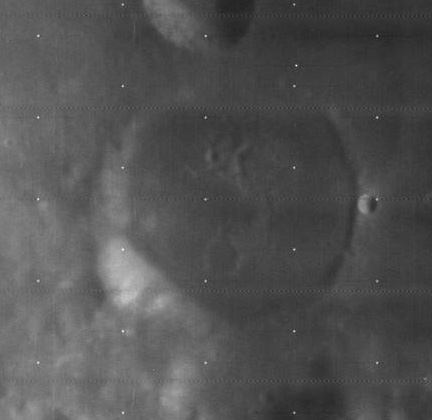
Fotografía de la misión Lunar Orbiter 4 (1967)

Lick es un cráter de impacto lunar que ha sido inundado por la lava basáltica. El borde norte está unido al cráter más pequeño, con forma de cuenco, Greaves. Lick se encuentra en el borde suroeste del Mare Crisium.
|  |

Su borde está roto en los extremos norte y sur, y al suroeste está unido al remanente del cráter Lick A. Un pequeño cráter inundado en la parte sur de la planta interior de Lick, y varios pequeños cráteres más marcan su superficie interior. Un pequeño cráter sin nombre en el borde este tiene un brillante sistema de marcas radiales.
Este cráter fue nombrado en memoria de James Lick, un filántropo californiano.

## Cráteres satélite
Por convención estos elementos son identificados en los mapas lunares poniendo la letra en el lado del punto medio del cráter que está más cerca de Lick.
|      | \| Lick \| Coordenadas \| Diámetro \| \| ---- \| ---------------------------- \| -------- \| \| A \| 11°30′N 52°48′E / 11.5, 52.8 \| 23 km \| \| B \| 11°12′N 51°24′E / 11.2, 51.4 \| 24 km \| \| C \| 11°30′N 52°00′E / 11.5, 52.0 \| 9 km \| \| E \| 10°36′N 50°42′E / 10.6, 50.7 \| 8 km \| \| F \| 10°06′N 50°12′E / 10.1, 50.2 \| 22 km \| \| G \| 10°06′N 50°54′E / 10.1, 50.9 \| 5 km \| \| K \| 10°12′N 52°48′E / 10.2, 52.8 \| 6 km \| \| L \| 8°42′N 49°00′E / 8.7, 49.0 \| 5 km \| \| N \| 9°42′N 47°54′E / 9.7, 47.9 \| 23 km \| |          |
| Lick | Coordenadas | Diámetro |
| A    | 11°30′N 52°48′E / 11.5, 52.8 | 23 km    |
| B    | 11°12′N 51°24′E / 11.2, 51.4 | 24 km    |
| C    | 11°30′N 52°00′E / 11.5, 52.0 | 9 km     |
| E    | 10°36′N 50°42′E / 10.6, 50.7 | 8 km     |
| F    | 10°06′N 50°12′E / 10.1, 50.2 | 22 km    |
| G    | 10°06′N 50°54′E / 10.1, 50.9 | 5 km     |
| K    | 10°12′N 52°48′E / 10.2, 52.8 | 6 km     |
| L    | 8°42′N 49°00′E / 8.7, 49.0 | 5 km     |
| N    | 9°42′N 47°54′E / 9.7, 47.9 | 23 km    |

Los siguientes cráteres han sido renombrados por la UAI:
- Lick D -  Véase  Greaves.